# Bogna Koreng
Bogna Koreng   (Bautzen, 1965) és una presentadora de televisió alemanya d'origen sòrab.
Bogna Koreng cresqué en un ambient bilingüe a la ciutat alemanya de Radibor (Radwor en sòrab), al nord de la ciutat de Bautzen (Budyšin en sòrab) Els seus pares li parlaven Alt sòrab però el seu entorn lingüístic era alemany. Després després del seu Abitur a Leipzig va estudiar germanística i va treballar com a professora i mestre de cor al Sorbisches Gymnasium (l'únic institut en alt sòrab) a Bautzen durant dos. Després del Wende el 1992, va començar a treballar com a periodista independent a Sorbischer Rundfunk, un programa de ràdio en sòrab. Des del 2001, és la presentadora del programa de televisió de l'alt sòrab Wuhladko. A més, és cap de l'estudi Mitteldeutscher RundfunkPlantilla:'s a Bautzen des de 2003.
L'any 2003 rebé el tercer premi del Festival Internacional de Televisió i Ràdio de Minories Nacionals, en el qual hi participen més de 60 minories ètniques d'Europa. Bogna Koreng obtingué el premi a l'entrega celebrada a la ciutat ucraïnesa d'Ujgorod.
Bogna Koreng viu amb la seva família a Panschwitz-Kuckau. Durant el període electoral del 2015 al 2019, va ser membre de la junta de la Fundació per al Poble Sòrab (Stiftung für das Sorbian Volk).